# Pugaczow
Pugaczow (ros. Пугачёв, do 1918 Nikołajewsk, ros. Николаевск) – miasto w Rosji, w obwodzie saratowskim. W 2010 roku liczyło 41 707 mieszkańców.
W mieście rozwinął się przemysł spożywczy, maszynowy oraz materiałów budowlanych.